# St. Paul's Bay
St. Paul's Bay (português: Baía de São Paulo) (em maltês:  San Pawl il-Baħar, em italiano:  Baia di San Paolo) é uma povoação da ilha de Malta em Malta. Trata-se do local mais populoso do país.